# اس‌ام یوسی-۷۲
اس‌ام یوسی-۷۲ (به انگلیسی: SM UC-72) یک زیردریایی بود که طول آن ۱۶۵ فوت ۲ اینچ (۵۰٫۳۴ متر) بود. این زیردریایی در سال ۱۹۱۶ ساخته شد.